# Трансреактор
Трансреактор (наричано още:трансформаторен реактор) е електротехническо устройство използвано в електроенергетиката.
Устройството комбинира работата на трансформатор и реактор. Устройството, подобно на променливотоков реактор, прави магнитна връзка, с немагнитна междина. Съдържа една първична, или една или няколко вторични намотки. Първичната намотка на трансреактора е свързана към серийна верига, през която тече променлив ток. Това има аналогия с токовия трансформатор, чиято първична намотка също е свързана последователно към веригата за измерване на тока. В този случай вторичната намотка трябва задължително да бъде затворена в токовия трансформатор – или през веригата на измервателното устройство, или през която и да е друга верига с ниско съпротивление, в противен случай на клемите на вторичната намотка може да възникне високо напрежение, което може да повреди токовия трансформатор. Високото напрежение се появява по следните причини. В нормалния режим на работа на токовия трансформатор магнитните потоци на първичната и вторичната намотки са взаимно балансирани и полученият магнитен поток е близо до нула. В този случай индукцията в магнитната верига също е близка до нула. При отваряне на веригата на вторичната намотка магнитният поток на първичната намотка не се балансира от нищо, индукцията се увеличава стотици пъти (ограничава се само от магнитното насищане на стоманата с магнитна верига), а напрежението на вторичната намотка също се увеличава многократно.
Наред с токовите и напреженовите трансформатори, трансреакторите се използват като сигнални сензори за релейни защити. Токов трансформатор, магнитните потоци на първичната и вторичната намотки са взаимно балансирани и полученият магнитен поток е близо до нула. В този случай индукцията в магнитната верига също е близка до нула. При отваряне на веригата на вторичната намотка магнитният поток на първичната намотка не се балансира от нищо, индукцията се увеличава стотици пъти (ограничава се само от магнитното насищане на стоманата с магнитна верига), а напрежението на вторичната намотка също се увеличава многократно.
Трансреакторът трябва да има стабилно съпротивление, тъй като дори сравнително малки промени в индуктивното съпротивление, могат да се отразят на захранващото напрежение.